# Beghelli
Beghelli S.p.A. est une entreprise italienne spécialisée dans le secteur de l'électronique et de la sécurité. Le groupe Beghelli est coté à la Bourse de Milan depuis 1998 dans l'indice FTSE Italia Small Cap.

## Histoire
La première lampe de secours portative portant le nom de Beghelli remonte à 1978 lorsque Gian Pietro Beghelli, né en 1945, directeur de trois petites entreprises artisanales d'assemblage électromécanique, conçut cet appareil à la suite d'une forte chute de neige qui provoqua une coupure de courant pendant plusieurs jours sur les collines de la petite bourgade de Monteveglio, dans la province de Bologne. Il crée ensuite la première installation d'éclairage de secours et fonde, en 1982, la société Beghelli S.p.A..
L'objet premier de la société est de concevoir, produire et commercialiser des luminaires et tous systèmes d'éclairage techniques professionnels. Elle est devenue très rapidement le leader italien dans le secteur de l'éclairage de sécurité et a également créé des systèmes électroniques pour la domotique et la sécurité industrielle et domestique, avec les services correspondants, des systèmes à économie d'énergie, systèmes électroniques pour la sécurité domestique et industrielle : anti-intrusion, détecteurs de gaz, de fumées et la téléassistance.
Au début des années 1990, l'entreprise s'intéresse aux produits destinés à la sécurité des personnes et crée Telesalvalavita, un système de téléassistance destiné aux personnes âgées non autonomes, qui permet d'envoyer des appels d'urgence via une série de numéros de téléphone mémorisés, à choisir parmi les membres de la famille et de confiance. La personne devant simplement appuyer sur le bouton d'un boitier de télécommande. Depuis, les services à la personne se sont développés et comprennent désormais :
- SanificaAria - aides à la respiration et la filtration (purification) de l'air,
- SalvalavitaPhone - assistance aux personnes, télé-urgences et domotique, dans les domaines domestiques et industriels, permet de mettre en relation les personnes avec les structures d'assistance capables de gérer les urgences et de fournir de la téléassistance,
- Salvavita Beghelli - assistance médicale et l'appel de secours d'urgence pour personnes âgées seules via un petit boitier au poignet ou autour du cou et/ou leur téléphone mobile[4].

Ce secteur d'activité a représenté 5,1 % du chiffre d'affaires global du groupe en 2023ref name = "bilan2023"/>.
Beghelli lance ensuite la gamme de lampes Illumina 626, la première lampe d'éclairage à économie d'énergie.
En 1999, après avoir longtemps misé uniquement sur l'exportation de ses produits fabriqués en Italie par un réseau commercial de professionnels, l'entreprise débute son implantation industrielle à l'étranger. Elle rachète :
- Elplast a.s. de Brno en République tchèque, entreprise spécialisée dans la production de plafonniers métalliques,
- le canadien Luxnet Inc. (renommé Beghelli Canada en 2000 puis DeLuce Canada en 2019), fabricant des luminaires et des équipements d'éclairage de secours,
- l'allemand Praezisa GmbH, fabricant de systèmes d'urgence centralisés et deuxième opérateur sur le marché allemand de l'éclairage de sécurité,

et ouvre des succursales à l'étranger, aux États-Unis et en Chine.
En 2009, Beghelli lance un projet pour les municipalités : l'installation d'éclairages publics de nouvelle génération dont le coût est amorti en 7 à 8 ans avec les économies d'énergie obtenues. La forte réduction des subventions accordées à la création de nouvelles installations photovoltaïques entraîne un début de crise. En 2013, le chiffre d'affaires est en baisse, les entrepôts pleins de produits et les comptes passent dans le rouge. Un plan de redressement est lancé avec des coupes dans les produits à faible marge entraînant une réduction de la production et le recours à des licenciements. À partir de 2015, la société connait une forte reprise, se dote d'un nouveau un centre de recherche composé d'une centaine de personnes et lance de nouvelles gammes de produits, comme des dispositifs LED intelligents qui auto-régulent l'éclairage en fonction de la luminosité extérieure et du taux d'occupation dans chaque pièce.
La direction de la société a conservé une organisation très verticale, intégrant chaque phase de la production. Tous les éléments constitutifs des produits Beghelli sont conçus et produits en interne. La société revendique le leadership européen des systèmes d'éclairage de sécurité avec 16,8% de part de marché.
L'activité du groupe se répartit en trois secteurs :
- produits électroniques et ménagers - appareils pour le traitement de l'eau domestique
- alarmes - produits qui permettent à l'utilisateur de communiquer en cas d'urgence avec les membres de la famille et services d'assistance,
  - anti-intrusion et dispositifs de sécurité intégrés aux systèmes domotiques pour la gestion et le contrôle à distance des habitations,
  - systèmes de sécurité - dispositifs destinés à la sécurité personnelle, homme à terre pour la sécurité sur le lieu de travail,
- désinfection de l'air,
- stockage de l'énergie électrique d'origine solaire (photovoltaïque).

## Composition du groupe Beghelli
- Beghelli E.S.Co Srl (Energy Service COmpany) (100%) - Unité créée en 1990 pour assurer l'assistance aux personnes : alarmes et assistance aux personnes et en cas d'incidents liés au système d'éclairage de sécurité,
- Elettronica Cimone Srl (100%) - production de tous les composants électroniques des produits Beghelli près de Modène, en Italie. Chaque jour, plus de 1 500 000 composants électroniques sont utilisés dans les produits Beghelli,
- Beghelli Savigno (100%) - spécialisée dans la production des éléments moulés des produits Beghelli près de Bologne, en Italie. Plus de 50 millions de pièces en plastique y sont fabriquées chaque année,
- Beghelli Elplast a.s. (100%) - produit des luminaires et des éclairages de secours ainsi que des dispositifs de purification de l'air, à Brno, en Tchéquie,
- Beghelli Praezisa Deutschland GmbH (100%) - 2e entreprise allemande de systèmes d'éclairage de secours, basée à Dinslaken, rachetée en 2000,
- Beghelli Polska Sp. zoo - (100%) Filiale créée en 2006 à Rybnik, commercialise les produits du groupe Beghelli en Pologne. Dispose d'une succursale à Wroclaw.
- Beghelli Hungary - (100%) Assure l'assistance et le service d'aide aux architectes et ingénieurs pour la conception des projets de systèmes d'éclairage et de secours et la distribution des produits sur le marché hongrois,
- Beghelli China Co. Ltd. - (100%) La filiale produit et vend certains luminaires pour le marché chinois, l'Europe et les États-Unis. Elle produit des composants d'équipements photovoltaïques,
- Beghelli Asia Pacific Ltd. - (100%) Hong Kong, l'unité gère la commercialisation et la logistique sur les marchés locaux,
- Beghelli North America (100%) et Beghelli Inc. (USA) (90%) - Implantée à Miramar dans le sud de la Floride pour assurer les services et la commercialisation des produits Beghelli d'origine italienne et mexicaine aux États-Unis. L'unité comprend le département conception des installations et la logistique,
- Beghelli de Messico SA de c.v. (100%) (Mexique) - Le siège social de la filiale est situé à Querétaro. Les produits Beghelli sont assemblés localement pour être distribués dans le pays et en Amérique du Nord.
- Becar Srl - Monteveglio (Bologne) - unité de R&D du groupe Beghelli dans le domaine de l’électronique digitale.
- DeLuce Canada Inc. - ex société canadienne Luxnet Inc. rachetée en 1999, renommée Beghelli Canada en 2000 puis DeLuce Canada Inc. en 2019 - Leader des marchés nord-américains des produits d’éclairage de secours et les luminaires destinés aux systèmes d’éclairage et de sécurité des personnes des installations commerciales et industrielles.

## Données financières
Selon les données publiées dans le bilan consolidé de l'année 2023, le groupe Beghelli S.p.A. avait réalisé un chiffre d'affaires de 155,5 millions d’€uros, en augmentation + 6,5 %. La répartition par zone géographique :
- Italia : 80.616 (51,9 %) + 8,5 %
- Union Européenne : 30.798 (19,8 %)
- Hors U.E. : 44.043 (28,3 %)
- Total Export : 74.841 (48,1 %) + 4,5 %

## Organisation du groupe
La structure du groupe est restée très familiale avec son fondateur comme Président Directeur général. Ses trois fils travaillent depuis longtemps dans l'entreprise :
- Luca (né en 1970), responsable du marketing,
- Graziano (né en 1974), responsable des ventes,
- Maurizio (né en 1981), responsable des services.